# Marie-Anne de Bragance (1861-1942)
Pour les articles homonymes, voir Marie-Anne de Portugal.
 (juin 2019).
Si vous disposez d'ouvrages ou d'articles de référence ou si vous connaissez des sites web de qualité traitant du thème abordé ici, merci de compléter l'article en donnant les références utiles à sa vérifiabilité et en les liant à la section « Notes et références ».
Titre
Grande duchesse consort de Luxembourg
17 novembre 1905 – 25 février 1912
(6 ans, 3 mois et 8 jours)
Marie-Anne de Bragance ou Maria Ana de Bragança, née le 13 juillet 1861 au château de Bronnbach (Grand-duché de Bade), morte le 31 juillet 1942 à New York, était la cinquième fille de Michel Ier, ex-roi de Portugal et de sa femme Adélaïde de Löwenstein-Wertheim-Rosenberg.

## Une princesse en exil
Son père ayant été en 1834 déchu de ses titres (et condamné à un exil perpétuel et à la confiscation de ses biens), elle ne fut jamais officiellement infante de Portugal.
Il se réfugia en Autriche et fut un proche de la Maison Impériale. Marié tardivement, il eut six enfants dont un fils et cinq filles. Il mourut dès 1866.

## Des mariages brillants
Proche de la famille impériale, ses filles, bien que princesses en exil, se marièrent brillamment mais souvent avec des princes veufs et de beaucoup leur aîné. Elles n'en furent pas moins des épouses modèles et des belles-mères  dévouées aux enfants des premiers lits de leurs maris. 
L’ainée, Marie des Neiges devint duchesse de San Jaime en 1871 puis elle devient la reine de jure pour les carlistes espagnols et les légitimistes français lorsque son époux devint prétendant aux trônes d’Espagne et de France en 1931. 
La seconde Marie-Thérèse épousa en 1873 l'archiduc Charles-Louis, frère de l'empereur François-Joseph d'Autriche. Elle fut la belle-mère et un soutien de l'archiduc François-Ferdinand dont l'assassinat provoqua la Première Guerre mondiale et la belle-grand-mère de l'empereur Charles Ier. 
La troisième, Marie-Josèphe épousa en 1874 le duc Charles-Théodore en Bavière, frère de l'impératrice d'Autriche, la fameuse Sissi et beau-frère de l'empereur François-Joseph. Le duc Charles-Théodore ayant entrepris sur le tard des études de médecine qui firent de lui un ophtalmologue réputé, la duchesse Marie-Josèphe le seconda avec talent dans l'hôpital qu'il avait fondé et où il soigna gracieusement les miséreux. Ils furent notamment les parents de la reine Élisabeth de Belgique et de la princesse royale Marie-Gabrielle de Bavière. 
La plus jeune de la fratrie Marie-Antoinette épousa en 1884 l'ex-duc Robert Ier de Parme, veuf et père de douze enfants dont un certain nombre étaient handicapés. Elle aussi donna le jour à douze enfants et fut notamment la mère de l'impératrice d'Autriche Zita de Bourbon-Parme et des princes Sixte, Xavier et Félix de Bourbon-Parme.
Quant à Marie-Anne, un projet de mariage avec le prince royal des Pays-Bas n'ayant pas abouti (1883), elle rencontra l'année suivante le prince Guillaume de Nassau fils aîné du duc Adolphe de Nassau. Mais les Nassau étant luthériens et les Bragance catholiques, le duc Adolphe s'opposa au mariage de son fils. Le couple ne se résigna pas et préféra attendre. Les années passaient et Marie-Anne, à près de 30 ans, était toujours célibataire.

## Souveraine et régente
En 1890, le duc Adolphe hérite du grand-duché de Luxembourg dont la population est catholique, le mariage de Guillaume et Marie-Anne devient non seulement possible mais souhaitable. Après neuf ans d'attente, les noces sont célébrées le 21 juin 1893 au château de Fischhorn (de) (Autriche).
Le couple a six filles, ce qui met fin à la Maison de Nassau en ligne masculine et entraîne en 1907 la suppression de la loi salique au Luxembourg comme cela fut le cas dans les années 1880 aux Pays-Bas:
- Marie-Adélaïde (1894-1924) grande-duchesse de Luxembourg de 1912 à 1919 puis religieuse.
- Charlotte (1896-1985) grande-duchesse de Luxembourg de 1919 à 1964
- Hilda (1897-1979), mariée en 1930 à Adolphe de Schwarzenberg (1890-1950)
- Antonia (1899-1954), mariée en 1921 à Rupprecht de Bavière (1869-1955) (postérité)
- Élisabeth (1901-1950), mariée en 1922 à Louis von Thurn und Taxis (1901-1933)
- Sophie (1902-1941), mariée en 1921 à Ernest-Henri de Saxe (1896-1971) (postérité)

Le 17 novembre 1905 Marie-Anne devient grande-duchesse consort. Puis le 18 novembre 1908, le grand-duc connaissant de graves problèmes de santé, elle est nommée régente. Devenue veuve le 25 février 1912, elle reste régente jusqu'à la majorité (18 ans) de sa fille aînée Marie-Adélaïde le 14 juin suivant. La grande-duchesse Marie-Adélaïde, très proche de sa mère, est une catholique convaincue.

## Grande-duchesse douairière
En 1914, méprisant la neutralité du grand-duché, les troupes allemandes envahissent puis occupent le Luxembourg. La grande-duchesse Marie-Adélaïde qui vient d'avoir 20 ans se réfugie dans une stricte neutralité mais ses relations personnelles avec les souverains allemands qui sont ses parents, ses interventions dans la politique grand-ducale et son projet d'annexion de la Belgique occupée par l'Allemagne lui seront reprochés après la guerre.
La jeune souveraine s'était également rendue impopulaire en autorisant les fiançailles de ses sœurs avec des princes allemands ou alliés à l'Empire. En janvier 1919, elle céda la couronne à sa sœur cadette Charlotte, se retira dans un couvent italien mais sa santé trop fragile ne lui permit pas de supporter les austérités du cloître. Elle rejoint sa mère qui, sous la pression du gouvernement luxembourgeois, s'est réfugiée en Bavière en son château de Hohenburg et mourut prématurément à 29 ans en 1924.
En revanche, la grande-duchesse Charlotte redonna à la monarchie une popularité certaine. Le droit de vote est accordé aux femmes. Un référendum confirme la confiance des Luxembourgeois en la dynastie. A l'automne, la jeune grande-duchesse épouse l'homme à qui elle a promis sa foi, fût-il le frère de l'ex-impératrice d'Autriche et un officier de l'armée impériale autrichienne. Le couple donnera le jour à 6 enfants dont deux fils et assurera la pérennité de la dynastie.
Ses trois filles cadettes épouseront des princes allemands. La dernière à se marier, la princesse Hilda de Luxembourg, épousera en 1930 un membre de la haute noblesse tchèque. En 1933, son gendre le prince Louis de Tours-et-Taxis meurt prématurément dans un accident de voiture.
En 1940, le grand-duché est envahi par l'Allemagne nazie. La famille grand-ducale, prenant ouvertement le parti des alliés, décida de résister et s'exila en Angleterre puis aux États-Unis où elle retrouve la princesse Hilda et son mari, opposants affichés au nazisme dont le cousin et fils adoptif est arrêté et déporté en camp de concentration. La grande-duchesse Marie-Anne, âgée de 79 ans, soutint et accompagna le couple grand-ducal. Sa plus jeune fille Sophie meurt d'une pneumonie à Munich en 1941. 
Elle mourut le 31 juillet 1942 à New York et ne sera pas témoin des souffrances que l'Allemagne hitlérienne infligera à ses proches restés en Allemagne.
Elle est enterrée dans la cathédrale Notre-Dame à Luxembourg.

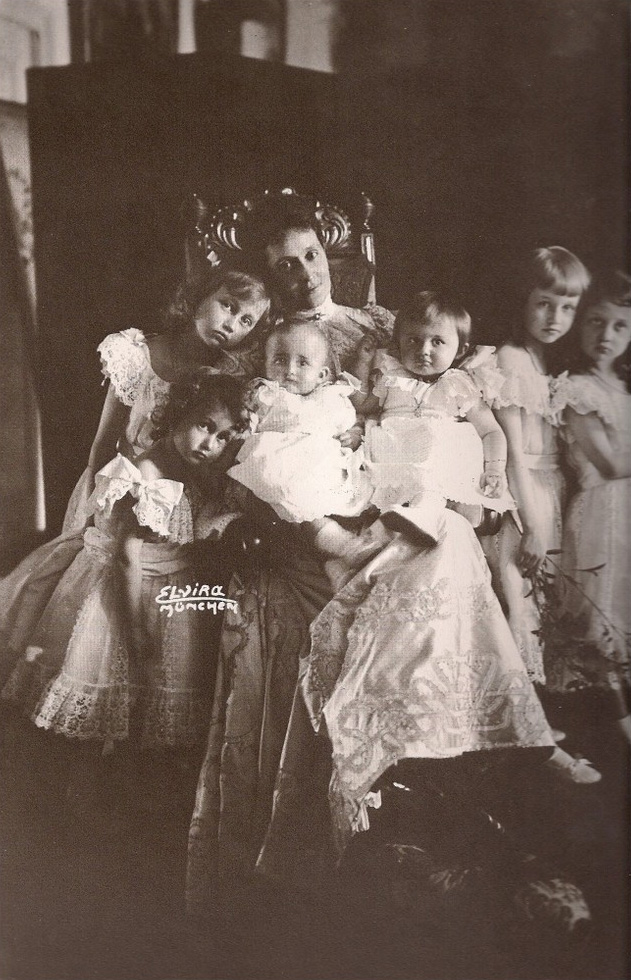
La grande-duchesse héritière Marie-Anne et ses filles (1902)

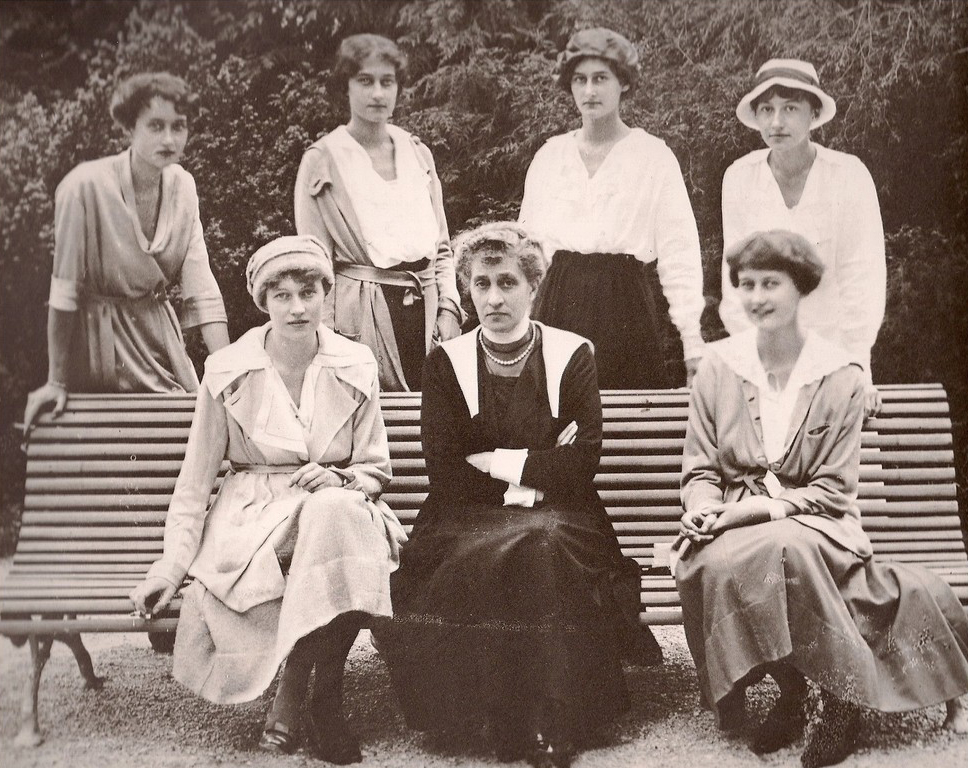
La grande-duchesse douairière Marie-Anne et ses filles : à sa droite, la grande-duchesse Charlotte, à sa gauche, l'ex-grande-duchesse Marie-Adélaïde, debout de gauche à droite, les princesses Elisabeth, Antonia, Hilda et Sophie (1920).

## Titulature
- 13 juillet 1861 - 21 juin 1893 : Son Altesse Royale l’infante Marie-Anne de Portugal ;
- 21 juin 1893 - 17 novembre 1905 : Son Altesse Royale la grande-duchesse héritière de Luxembourg ;
- 17 novembre 1905 - 25 février 1912 : Son Altesse Royale la grande-duchesse de Luxembourg ;
- 25 février 1912 - 31 juillet 1942 : Son Altesse Royale la grande-duchesse douairière Marie-Anne.